# Pomoravský okruh
Pomoravský okruh (srbsky Pomoravski okrug, cyrilicí Поморавски округ) je administrativní jednotka v Srbsku. Je jedním z osmi okruhů statistického regionu Šumadija a Západní Srbsko. Na jihu sousedí s Rasinským okruhem, na jihovýchodě s Nišavským a Zaječarským okruhem, na východě s Borským okruhem, na severovýchodě s Braničevským okruhem, na severozápadě s Podunajským okruhem, na západě se Šumadijským okruhem a na jihozápadě s Rašským okruhem. Je pojmenován podle řeky Velké Moravy, která zde prochází, respektive jejího údolí nazývaného jako Pomoravlje.

## Geografie
V roce 2011 zde žilo 214 536 obyvatel. Rozloha okruhu je 2 614 km². Správním střediskem a největším městem Pomoravského okruhu je město Jagodina, které je zároveň dvacátým pátým největším srbským městem a žije v něm asi 37 tisíc obyvatel. Dalšími městy s více než deseti tisíci obyvateli jsou Paraćin a Ćuprija.
V Pomoravském okruhu se rozkládají nížinatá údolí řek Velká Morava a Lugomir, ale současně i pohoří Gledić, Homolje a Juhor. Nejvyšší vrchol okruhu, Beljanica, dosahuje nadmořské výšky 1 339 metrů nad mořem a je tak nejvyšším vrcholem pohoří Homolje. Nejvýznamnějšími řekami jsou kromě Velké Moravy řeky Belica, Grza, Lugomir, Osaonica a Resava. Okruhem prochází též srbská dálnice A1.

## Administrativní dělení
V Pomoravském okruhu se nachází celkem 6 měst: Ćuprija, Despotovac, Jagodina, Paraćin, Rekovac a Svilajnac. Všechna z těchto měst jsou zároveň správními středisky stejnojmenných opštin zahrnujících okolní sídla.

## Národnostní složení
| Národnost  | Populace | Procenta |
| ---------- | -------- | -------- |
| Srbové     | 203 419  | 94,82 %  |
| Romové     | 2 638    | 1,23 %   |
| Valaši     | 1 938    | 0,9 %    |
| Černohorci | 273      | 0,13 %   |
| Makedonci  | 259      | 0,12 %   |
| Rumuni     | 250      | 0,12 %   |
| Chorvati   | 194      | 0,09 %   |
| Jugoslávci | 178      | 0,08 %   |
| Ostatní    | 5 387    | 2,51 %   |